# Longobardi
Longobardi ist eine italienische Gemeinde in der Provinz Cosenza der Region Kalabrien mit 2886 Einwohnern (Stand 31. Dezember 2023). Die Entfernung zur Provinzhauptstadt Cosenza beträgt 38 km. Die lokale Tradition führt den Ortsnamen auf eine Gründung durch Langobarden zur Zeit des Königs Liutprand (712–744) zurück; dies entbehrt jedoch einer historischen Grundlage.
Sie bedeckt eine Fläche von 19 km². Zur Gemeinde gehören die Ortsteile (frazioni) Ambricella, Bardano, Campolevari, Frailiti, Piro, Ranci, Rigillo, Salice, Sant’Andrea, Santa Croce, Serra Olive, Sirene, Tarifi, Terra Rossa, Vardano sowie der Badeort Longobardi Marina an der Küste des Thyrrenischen Meeres. Die Gemeinde ist Mitglied in der Comunità Montana dell'Appennino Paolano und in der Regione Agraria n. 9 - Montagna Litoranea di Paola.
Die Nachbargemeinden sind Belmonte Calabro, Fiumefreddo Bruzio und Mendicino.